# Guzmania tarapotina
Guzmania tarapotina är en gräsväxtart som beskrevs av Ernst Heinrich Georg Ule. Guzmania tarapotina ingår i släktet Guzmania och familjen Bromeliaceae. Inga underarter finns listade i Catalogue of Life.